# Hwacheon-gun
Hwacheon-gun (koreanska: 화천군) är en landskommun i Sydkorea. Den ligger i provinsen Gangwon, i den norra delen av landet, 90 km nordost om huvudstaden Seoul. Dess administrativa huvudort är Hwacheon-eup.
Kommunen består av en köping (eup) och fyra socknar (myeon):
Gandong-myeon,
Hanam-myeon,
Hwacheon-eup,
Sanae-myeon och
Sangseo-myeon.

## Vänorter
- Seocho-gu, Sydkorea
- Chatham-Kent, Kanada